# 만달로리안

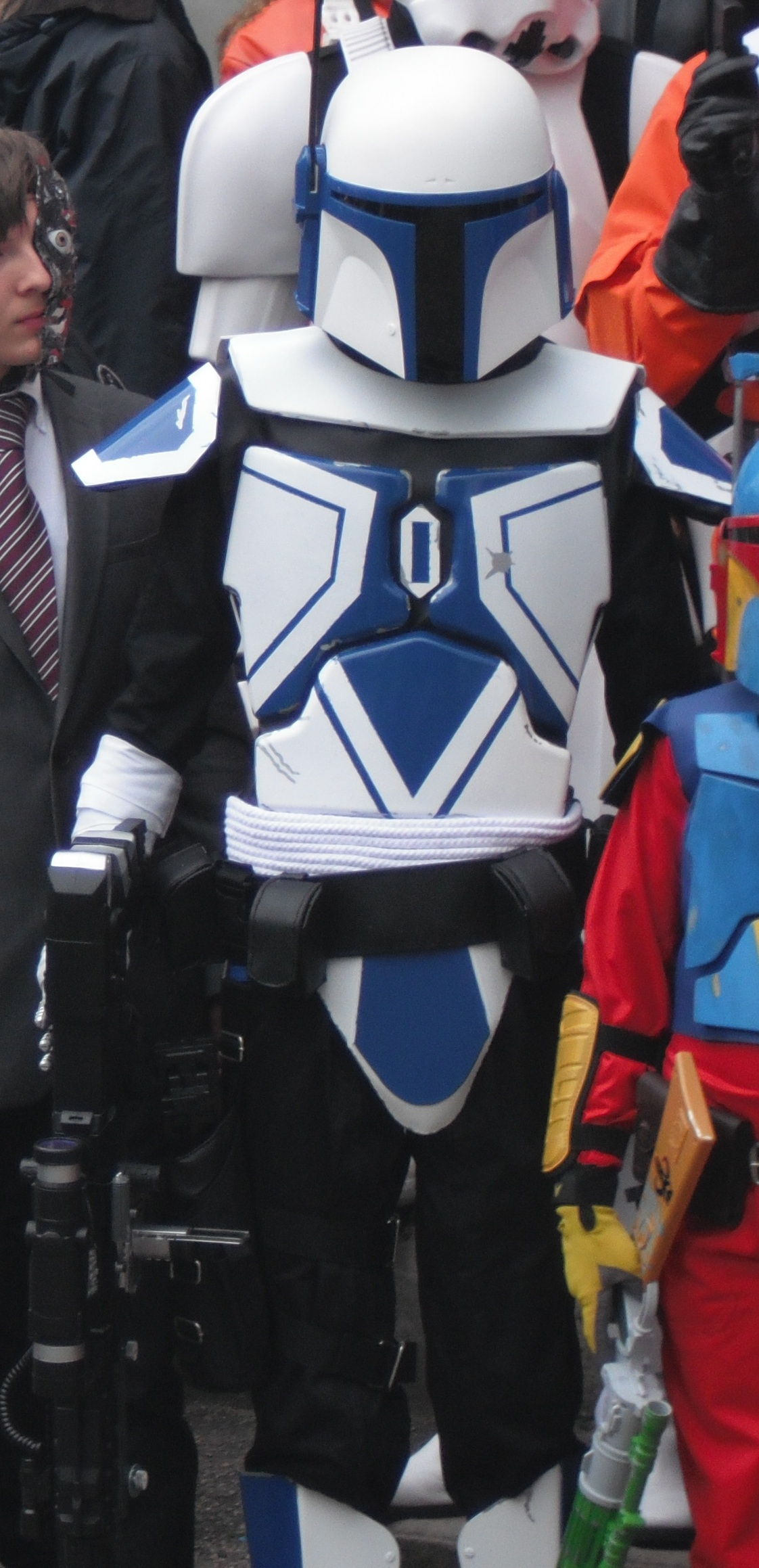

만달로리안(영어: Mandalorian)은 스타워즈에 등장하는 민족이다. 만달로리안은 용병 또는 현상금 사냥꾼으로 일한다.
2018년 10월, 루카스필름과 디즈니는 만달로리안을 소재로 한 실사 액션 시리즈를 제작한다고 발표했다. 페드로 파스칼이 주연을 맡게 되었다.